# Herrlingen
Herrlingen ist ein Stadtteil der Stadt Blaustein in Baden-Württemberg nahe Ulm.

## Geographie
Herrlingen liegt an der Mündung der Lauter in die Blau, rund acht Kilometer westlich von Ulm.

## Geschichte

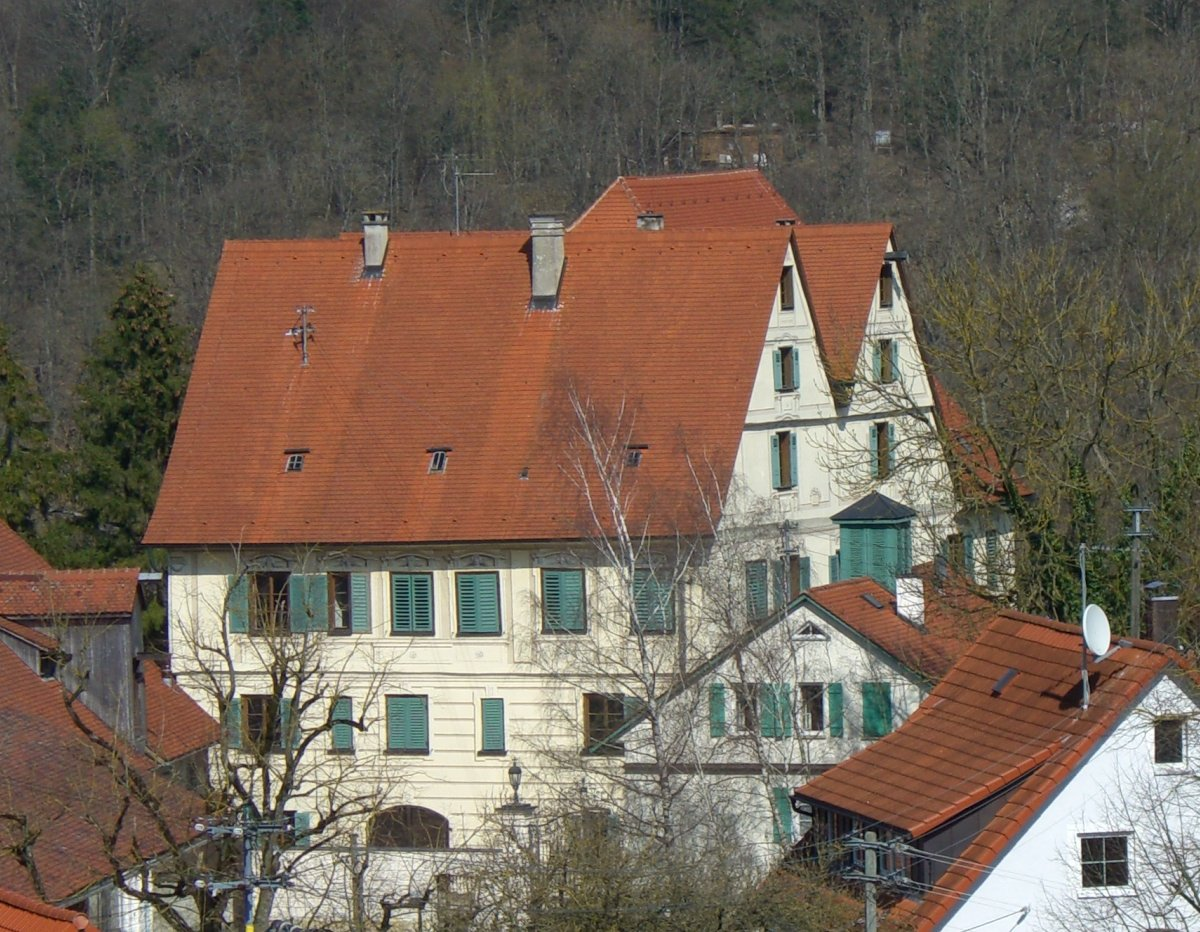
Schloss Oberherrlingen (2007)

Das heutige Herrlingen geht auf den Bau der Burg Horningen (später: Schloss Oberherrlingen) im 11. oder 12. Jahrhundert zurück. Im Jahr 1588 wurde durch die Herren von Bernhausen, die im Blautal mehrere Besitztümer hatten, die Burg Oberherrlingen zu einem Renaissanceschloss umgebaut. Es wurde daraufhin zu deren ständigen Residenz. Das Schloss befindet sich heute in Privatbesitz und kann nicht besichtigt werden.
siehe auch Burg Hohlenstein
Durch die Mediatisierung fiel Herrlingen 1806 an das Königreich Bayern und gemäß dem Grenzvertrag zwischen Bayern und Württemberg 1810 an das Königreich Württemberg. Herrlingen wurde dem Oberamt Blaubeuren unterstellt. Mit der Eröffnung des ersten Abschnitts der Bahnstrecke Ulm–Sigmaringen erhielt Herrlingen 1868 Anschluss an das Schienennetz der Württembergischen Eisenbahn. 1938 kam der Ort zum Landkreis Ulm.
Herrlingen war bis Ende 1974 eine eigenständige Gemeinde, im Zuge der Gemeindereform wurde Herrlingen mit Weidach am 1. Januar 1975 nach erbittertem Widerstand und verlorener Normenkontrollklage in die erst 1968 gegründete Gemeinde Blaustein eingemeindet.

## Einwohnerentwicklung
Einwohnerzahlen nach dem jeweiligen Gebietsstand. Die Zahlen sind Volkszählungsergebnisse (¹) oder amtliche Fortschreibungen der jeweiligen Statistischen Ämter (nur Hauptwohnsitze).
Die Einwohnerzahlen bis 1970 sind inkl. des damals zu Herrlingen gehörenden Ortes Weidach.

## Wappen
| Wappen von Herrlingen | Blasonierung: „Im goldenen Feld zwei pfahlweise mit den Schallöffnungen nach oben und voneinander abgekehrte schwarze Jagdhörner mit schwarzen Bändern.“ |
| Wappen von Herrlingen | Wappenbegründung: Das Wappen ist dasjenige der Herren von Herrlingen-Hörningen und hält sich an die ältesten Siegel dieses Geschlechts, die aus dem Jahre 1303 stammen. Es wurde der Gemeinde 1954 verliehen und verlor durch die Bildung der Gemeinde Blaustein (im Zuge der Gemeindereform) seine rechtliche Bedeutung. Eines der beiden Jagdhörner wurde jedoch als Hifthorn für das 1978 neu geschaffene Blausteiner Wappen verwendet. |

## Kultur und Sehenswürdigkeiten
Mit der Theaterei unter der Leitung von Edith Ehrhardt besitzt Herrlingen eine erfolgreiche und bekannte Schauspielbühne mit 120 Plätzen. Seit 2010 gibt es in Ehrenstein während der Sommermonate die „Zelt-Theaterei“ zwischen „Bad Blau“ und dem Lixstadion. 2016 richtete das Theater das 12. Festival Baden-Württembergischer Privattheater aus.

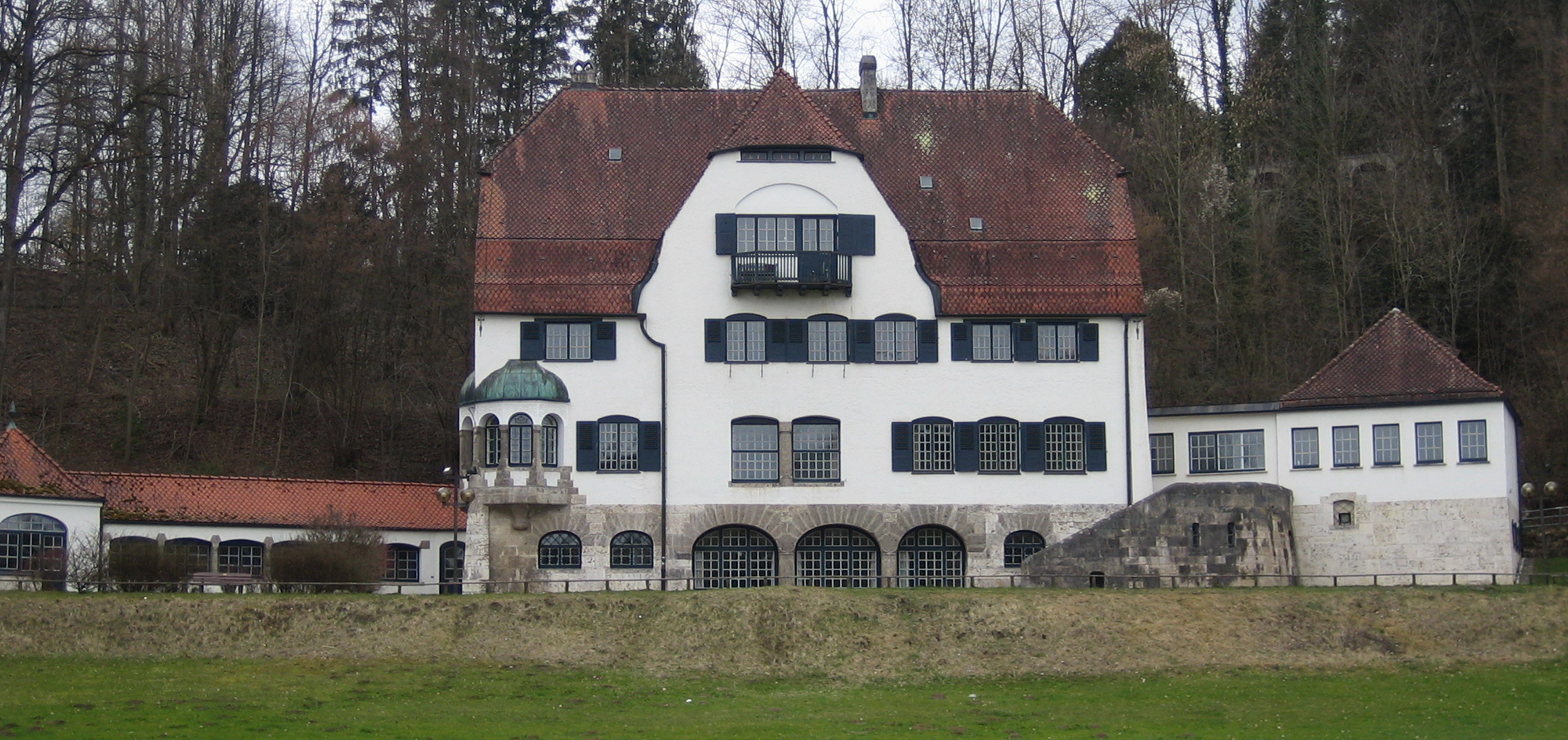
Villa Lindenhof (erbaut 1905)

Der Lindenhof wurde als Landsitz für die Ulmer Industriellenfamilie Wieland 1905 vom Münchner Architekten Richard Riemerschmid im Jugendstil erbaut. Das Herzstück bildet die Villa Lindenhof. Inzwischen stehen im Lindenhof zusätzlich die Herrlinger Grund- und Hauptschule (Lindenhofschule) und die Sporthalle. Heute werden die Villa und das Sommerhaus von mehreren Vereinen als Vereinsheim genutzt. In der Villa ist zusätzlich das Museum Lebenslinien untergebracht, das bis 2018 ausschließlich dem Leben Erwin Rommels gewidmet war, inzwischen aber auch das Andenken an andere Persönlichkeiten mit Bezug zu Herrlingen (darunter mehrere Personen jüdischen Glaubens) wachhalten soll. Daneben erfüllt die Villa auch die Funktion eines Kulturzentrums.
|  |  | Seit 1. Mai 1926 bestand das von Anna Essinger gegründete Landschulheim. 1933 wurde es geschlossen, nach Otterden in England (in der Grafschaft Kent) verlegt und als „New Herrlingen“ (später Bunce Court School) weitergeführt. Danach war in den Gebäuden ein jüdisches Landerziehungsheim unter Leitung von Hugo Rosenthal untergebracht. Es war in diesen Jahren ein Zentrum jüdischen Lebens in Süddeutschland, zeitweise von über 100 Schülern besucht. Eine Lehrerin dort war Jennie Heymann. Von Mai 1939 bis Juni 1942 dienten die Gebäude Wippinger Steige 13 und 28 als (Zwangs-)Altersheim, in das insgesamt 151 jüdische Bewohner verschiedener württembergischer Orte eingewiesen wurden. Über weitere Zwischenstationen wurden sie von der Gestapo – Stapoleitstelle Stuttgart – nach Theresienstadt deportiert. |

Am 8. und 9. November 1947 fand im Haus Waldfrieden in Herrlingen das zweite Treffen der Gruppe 47 statt, an welchem etwa zwanzig Schriftsteller teilnahmen, darunter Alfred Andersch und Walter Kolbenhoff. Eingeladen worden war die Gruppe von dem Ehepaar Hanns Arens und Odette Arens.

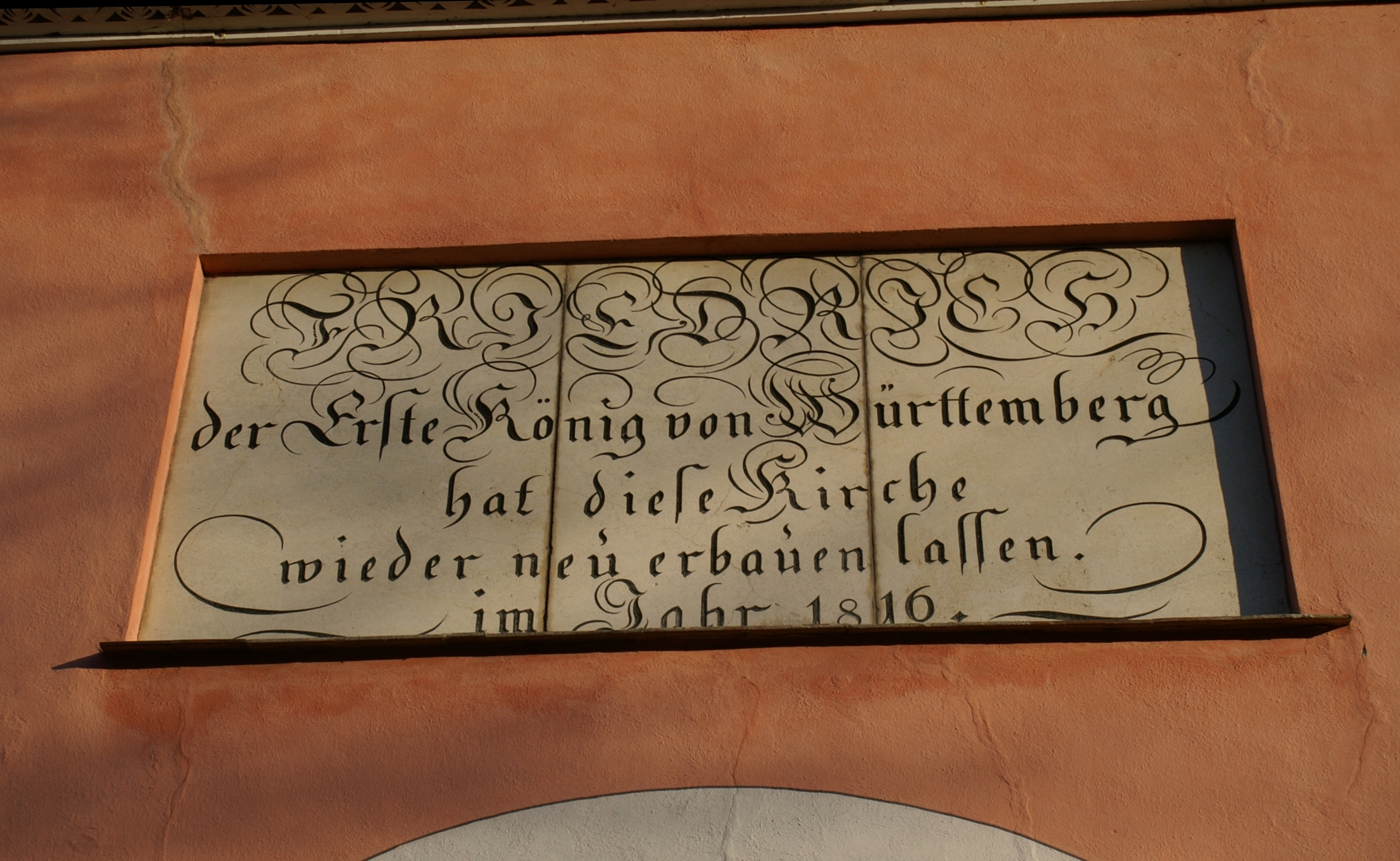
Der König von Württemberg finanzierte den Kirchenneubau

Die dem Apostel Andreas gewidmete Kirche in Herrlingen wurde erstmals 1275 genannt. Wegen Einsturzgefahr wurde sie jedoch in den Jahren 1813/14 abgetragen. Von dieser ehemaligen Kirche gibt es lediglich noch eine vage Zeichnung. Die heutige katholische St.-Andreas-Kirche wurde 1815 geplant und ist wesentlich größer als ihre Vorgängerin und steht etwas weiter von der Lauter entfernt als diese. Am 14. Oktober 1818 wurde die neue Kirche von Bischof Johann Baptist von Keller geweiht.

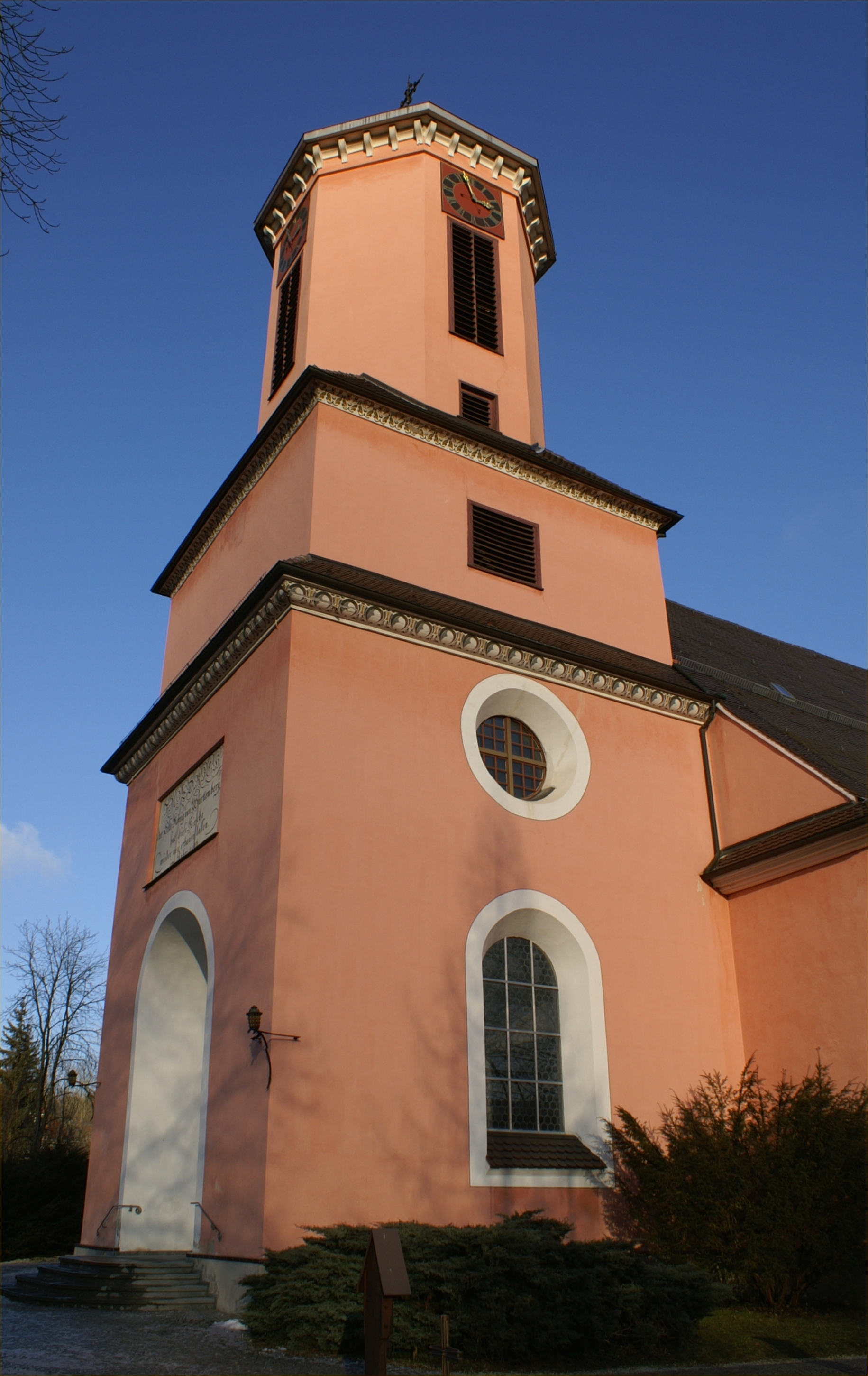
Turm der katholischen Andreaskirche in Herrlingen

Die evangelische Auferstehungskirche, 1965 vom Stuttgarter Architekten Paul Heim jun. (Bauleitung Architekt Folker Mayer, Ulm) auf achteckigem Grundriss in Beton-Skelettbauweise, Ausmauerung mit behauenen Gauinger Süßwasserkalksteinen und mit Holz-Zeltdach errichtet, wurde damals mit künstlerisch und theologisch sehr ausgereiften Arbeiten des Blaubeurener Bildhauers Otto Müller (1905 Stuttgart bis 1967 Blaubeuren) ausgestattet: außen am Eingang fünfzehn Beton-Tiefrelief-Platten mit Szenen aus dem Leben Jesu (je 3 von oben nach unten: Geburt, Anbetung, Flucht; Taufe, Versuchung, Bergpredigt; Heimkehr des Sohnes, Heilung des Gelähmten, Auferweckung des Lazarus; Fußwaschung, Abendmahl, Gethsemane; Kreuztragung, Tod, Kreuzabnahme) und innen drei Betonglas-Chorfenster mit dem Gesamtthema Auferstehung (links: Simson, der in apokrypher, nichtbiblischer Literatur das verschlossene Stadttor von Gaza aufbricht, deutet voraus auf Christus, der aufersteht und das Tor der Hölle zerbricht; Mitte: Christi Auferstehung; rechts: Nikodemus mit der ehernen Schlange nach Joh 3,14 f: der Gläubige erfährt Heilung und ewiges Leben, wenn er auf den Gekreuzigten und Auferstandenen blickt wie die Israeliten auf die Schlange nach Num 21,6–9 ).

## Wirtschaft und Infrastruktur

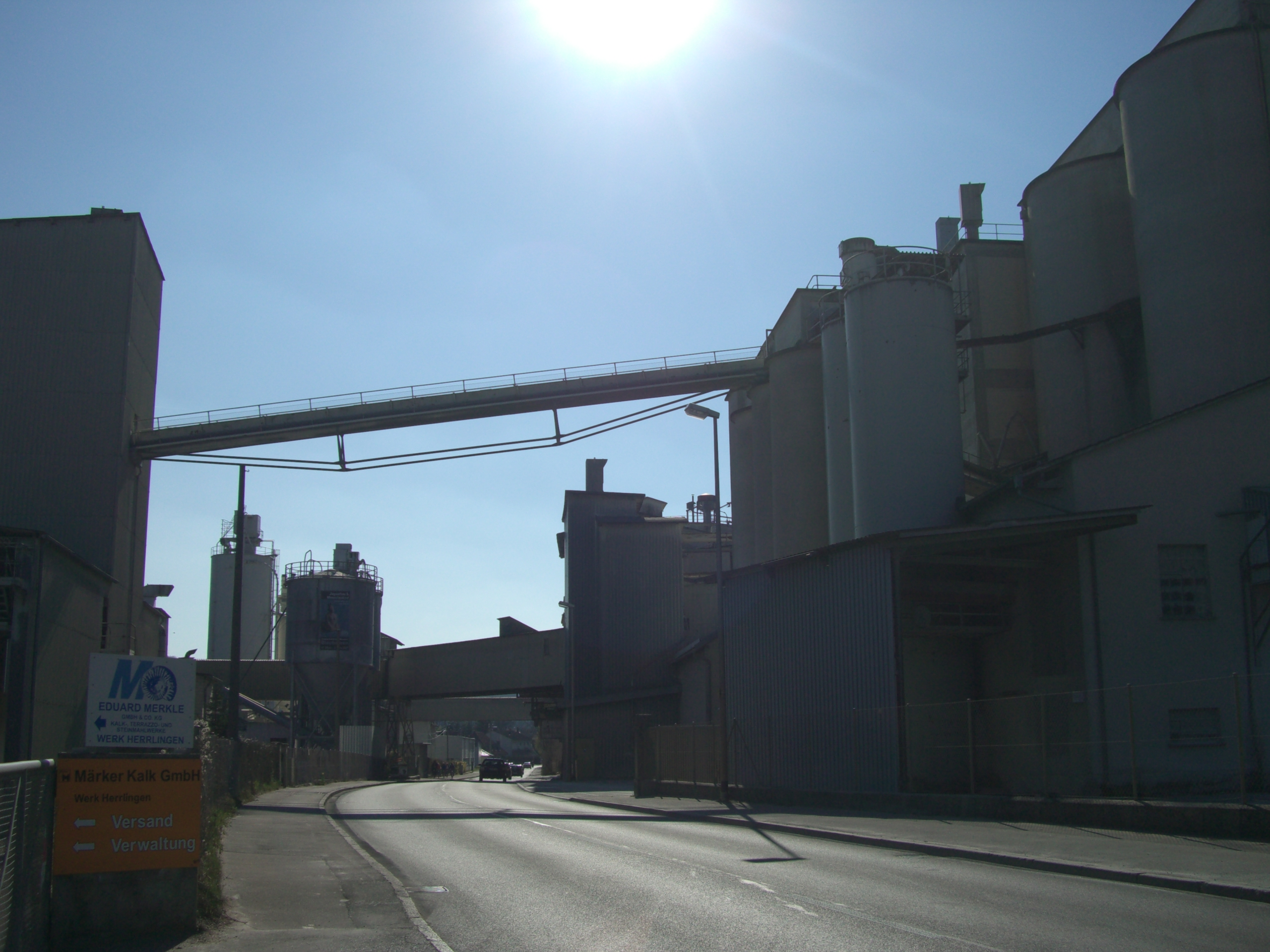
Ehemaliger Steinbruch und B28 am Ortsrand von Herrlingen

Herrlingen ist geprägt durch den Abbau von Kalkstein. Ein großer Steinbruch (Betrieb der Märker-Gruppe) nebst den erforderlichen Hochöfen zum Brennen von Baukalk befindet sich am östlichen Ortsrand. Die Anlagen an der B28 wurden zwischenzeitlich vollständig zurückgebaut.
Die Hermann-Holbein-Fahrzeugbau baute in Herrlingen von 1946 bis 1950 unter der Marke HH Rennfahrzeuge der Formel 2 mit BMW-Motoren und nahm an verschiedenen Rennen teil. Es wurden auch fast 300 Kleinwagen Champion gebaut.

### Verkehr

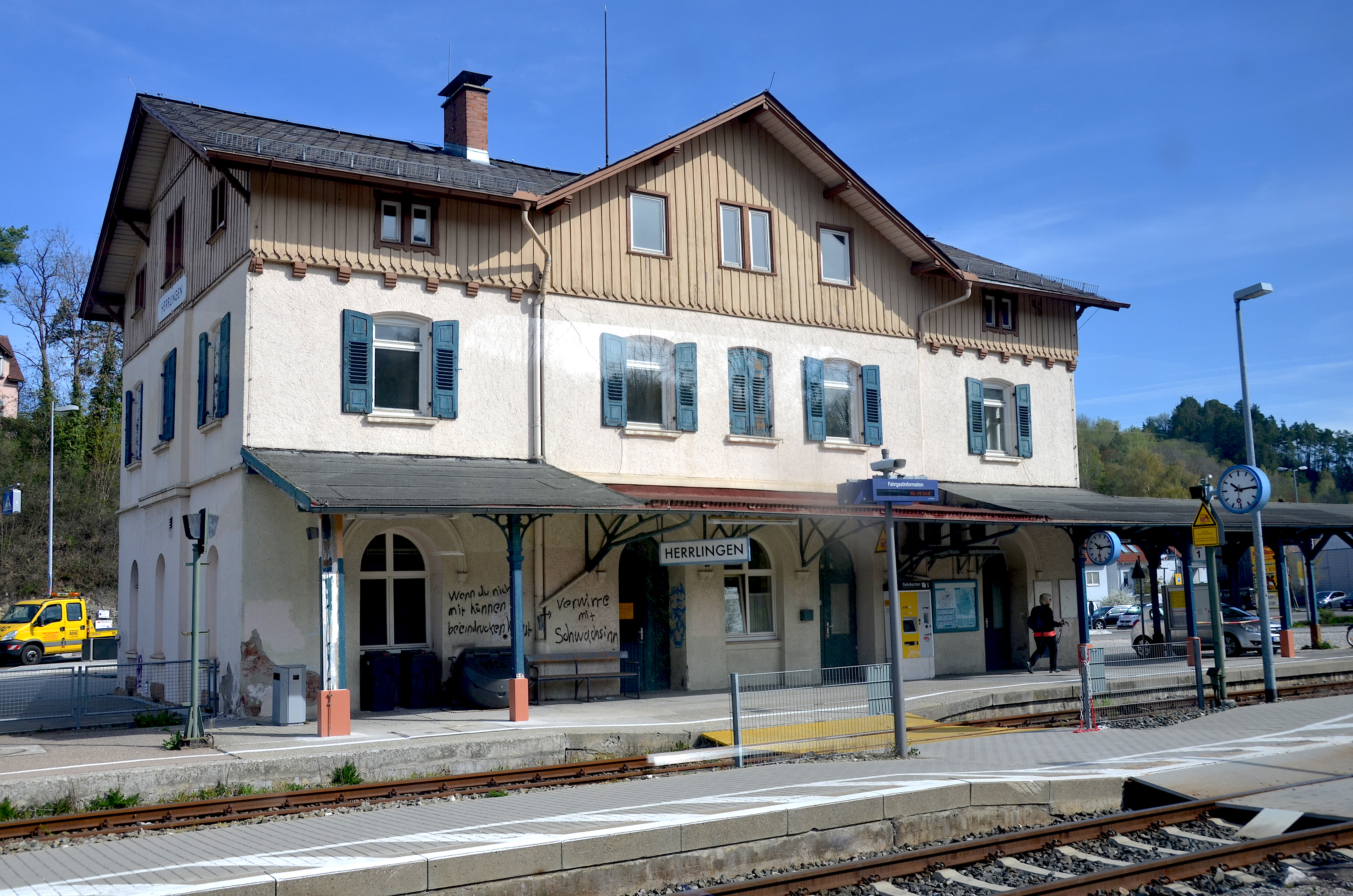
Bahnhof Herrlingen 2019

Herrlingen liegt direkt an der Bundesstraße 28 zwischen Ulm und Blaubeuren sowie an der Bahnstrecke Ulm–Sigmaringen. Es halten im Halbstundentakt (wochenends stündlich) Züge der Regio-S-Bahn Donau-Iller. Mehrere Buslinien der DING (Donau-Iller-Nahverkehrsverbund) verbinden Herrlingen mit weiteren Stadtteilen der Stadt Blaustein sowie Ulm, Laichingen und anderen Orten in der Umgebung.

### Bildung
In Herrlingen gibt es eine Grundschule (Lindenhofschule), die seit 2008 Ganztagsschule ist, und zwei Kindergärten. Weiterführende Schulen gibt es in Blaustein (Realschule) und Ulm bzw. Blaubeuren (Gymnasien).

## Persönlichkeiten

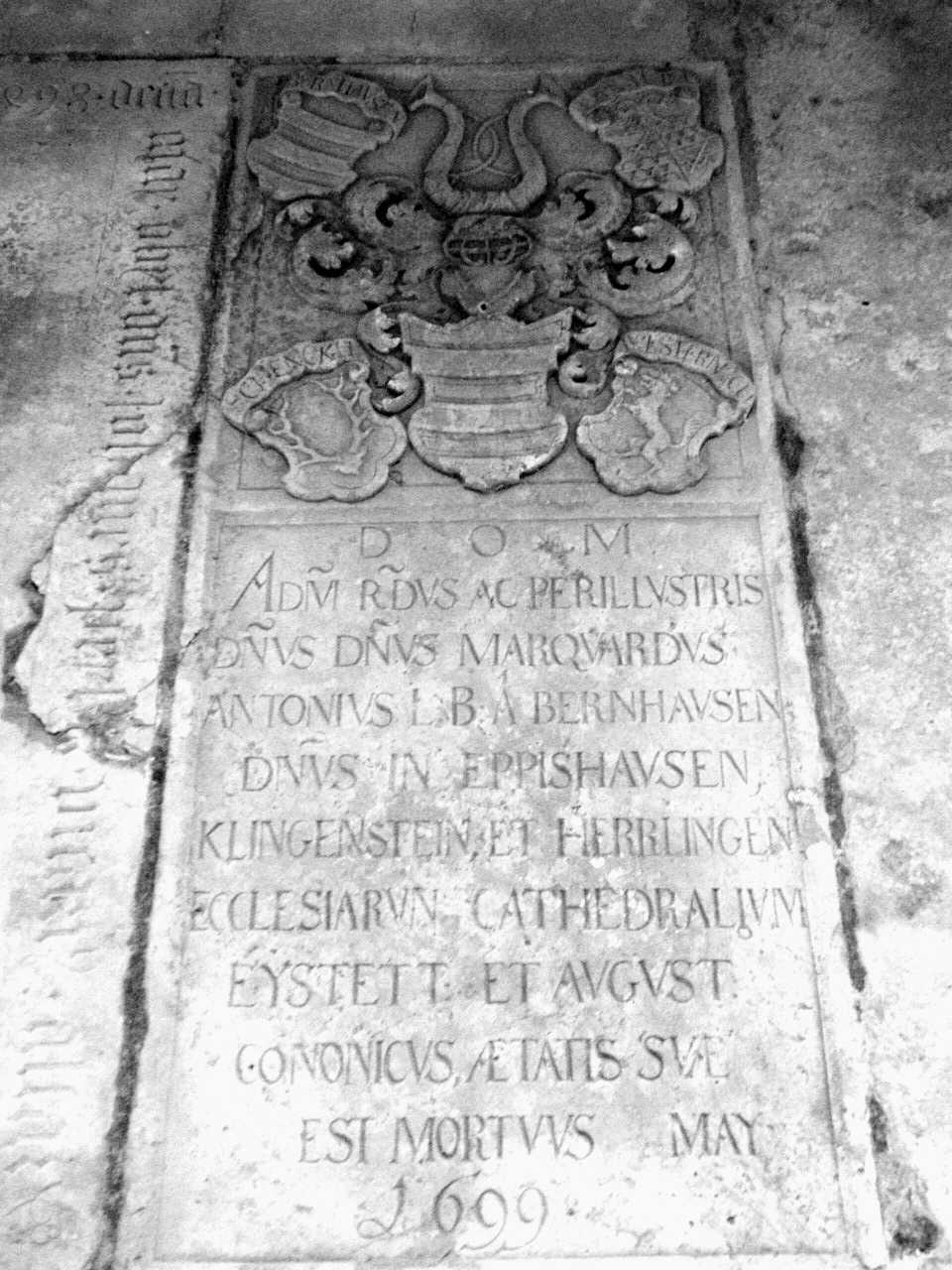
Grabplatte des Marquard Anton von Bernhausen im Mortuarium des Eichstätter Domes

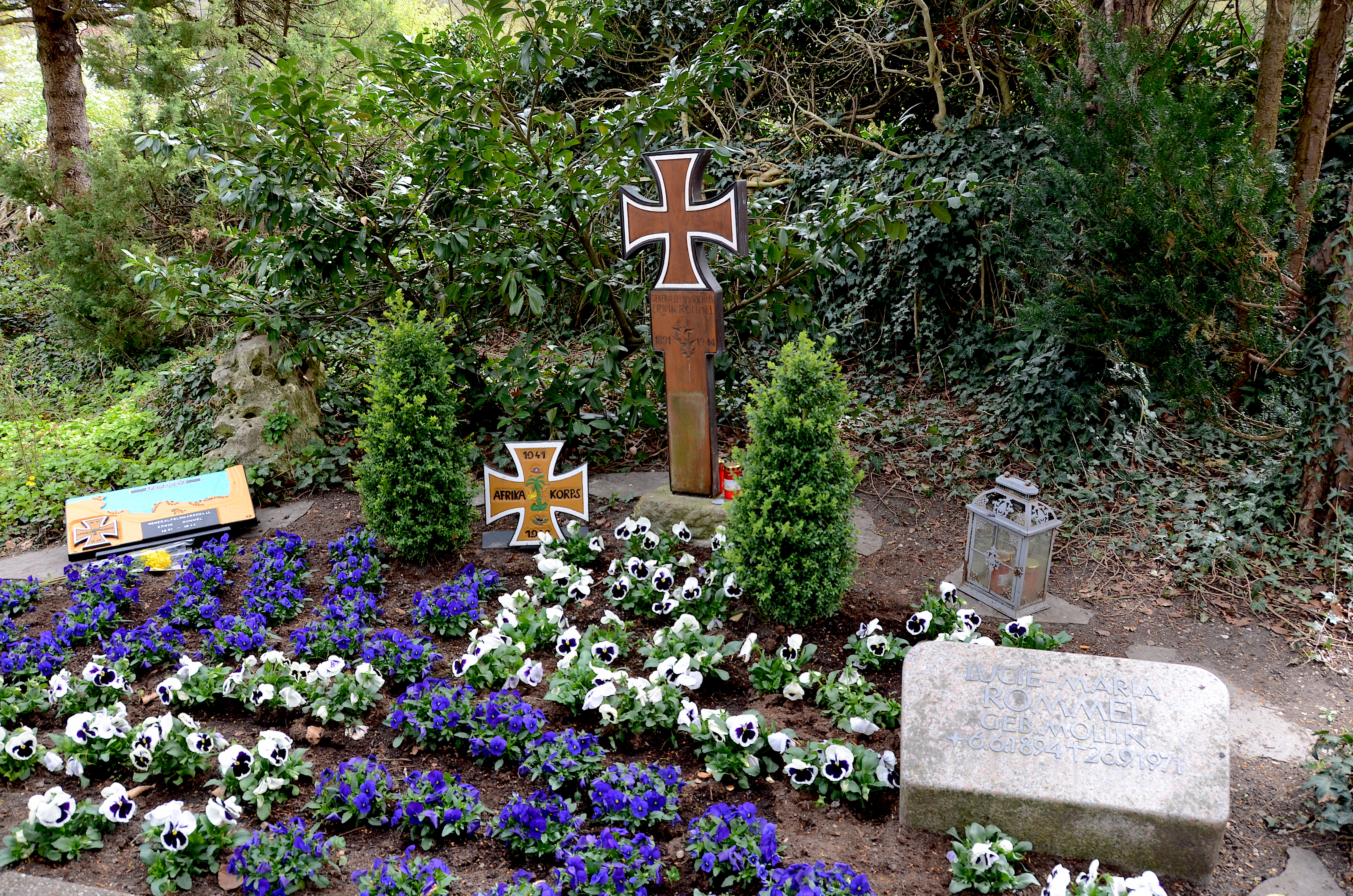
Grabstätte von Erwin Rommel in Herrlingen (2019)

- Marquard Anton von Bernhausen, Herr in Eppishausen, Klingenstein und Herrlingen, Kanoniker in den Fürstbistümern Eichstätt und Augsburg, † 1699 in Eichstätt
- Anna Essinger leitete in Herrlingen ihr Landschulheim bis Herbst 1933. Die von Hugo Rosenthal bis Frühjahr 1939 als jüdisches Landschulheim fortgeführte reformpädagogische Einrichtung wurde von einem Zeitzeugen als Paradies in der Hölle beschrieben. Das Haupthaus des Landschulheims steht in der Erwin-Rommel-Steige 1.
- Erwin Rommel, im Zweiten Weltkrieg unter anderem Oberbefehlshaber des deutschen Afrikakorps sowie der für die Verteidigung des „Westwalls“ zuständigen Heeresgruppe B, wohnte von Ende Oktober 1943 an mit seiner Familie in der Wippinger Steige 13 (heute: Erwin-Rommel-Steige). Das Haus gehörte ursprünglich zum Komplex des jüdischen Landschulheims bzw. Zwangs-Altersheims. Rommel wurde nach einer schweren Verwundung am 14. Oktober 1944 während eines Genesungsurlaubs von Generalleutnant Ernst Maisel und Wilhelm Burgdorf, dem Chefadjutanten Hitlers, zu Hause abgeholt und auf der Fahrt im Auto zwischen Herrlingen und Wippingen zum Suizid durch Einnahme von Zyankali gezwungen. Der vormalige „Lieblingsgeneral des Führers“ war bei Hitler in Ungnade gefallen, weil er kritische Lagevorträge zur Situation an der Westfront gehalten hatte. Er wurde zudem verdächtigt, am Attentat auf Hitler vom 20. Juli 1944 beteiligt gewesen zu sein. An der Stelle, an der Rommel starb, befindet sich heute ein Gedenkstein. Rommel ist auf dem Herrlinger Friedhof begraben. In der Herrlinger Lindenhofvilla wurde 1989 das Rommel-Museum eingerichtet;  es löste eine eher vorläufige Gedenkstätte in zwei Räumen des Herrlinger Rathauses ab.
- Manfred Rommel (1928–2013), Sohn von Erwin Rommel, später Oberbürgermeister der Landeshauptstadt Stuttgart von 1974 bis 1996, lebte bis etwa 1945 in seinem Elternhaus.
- Christoph Schneider (* 1965), Klimaforscher und Professor für Klimageografie sowie Vizepräsident der Berliner Humboldt-Universität, im Juni 2025 zum neuen Rektor der Universität Hohenheim gewählt.